# Pan Borodinsky
El pan Borodinsky (en ruso: бородинский хлеб, lit. borodinskiy jleb) o pan de borodinó es un pan de centeno de masa madre con color marrón oscuro, de origen ruso, endulzado tradicionalmente con melaza y aromatizado con semillas de cilantro y alcaravea.

## Preparación
El pan Borodinsky se elabora tradicionalmente (con una receta establecida en la norma ГОСТ 5309-50), partiendo de una mezcla de no menos del 80 % en peso de harina integral de centeno con aproximadamente el 15 % de harina de trigo de segunda calidad y alrededor del 5 % de centeno o, en raras ocasiones, malta de cebada, a menudo fermentada con un cultivo iniciador preparado por separado hecho como una pasta choux, diluyendo la harina mediante un proceso casi de ebullición (de 95 o 96 °C) del agua y añadiendo la levadura después de enfriar la mezcla a entre 65 y 67 °C, para inocularse principalmente con los lotes de masa anteriores en lugar de con la levadura seca. Luego se endulza y da color con melaza de azúcar de remolacha y se aromatiza con sal y especias, de las cuales se requiere la semilla de cilantro, pudiendo usarse también alcaravea, la cual se considera bastante popular. Las recetas modernas suelen ser de centeno 100 % integral.
Una variedad Borodinsky llamada «suprema» consiste en un 100 % de centeno (85 % de centeno integral y 15 % de harina de centeno blanca) según una receta anterior al GOST que se encuentra en el libro de P. M. Plotnikov y M. F. Kolesnikov de 1940, 350 variedades de pan.

## Leyenda de su origen
Existen varias leyendas sobre la etimología. La más popular afirma que este pan debe su nombre a Margarita Tuchkova, viuda del general de las Guerras Napoleónicas Alexander Tuchkov, que murió en la batalla de Borodinó. Su viuda estableció un convento en un antiguo campo de batalla, del que se convirtió en abadesa y sus monjas supuestamente habían ideado la receta del pan para servir en eventos de duelo, por lo tanto, de un color oscuro y solemne, y con semillas redondas de cilantro que representan una metralla mortal.
Otra leyenda que también lo vincula con la batalla de Borodinó, donde un remolque de comida que contenía alcaravea y harina de centeno fue atacado por un cañón, lo que obligó a los lugareños a recuperar los ingredientes y usarlos juntos por primera vez.
Una tercera versión afirma que el compositor y químico Alexander Borodín trajo la idea del pan a Moscú desde Italia, donde se interesó por la repostería local. Dado que el centeno no se cultivaba ampliamente en el sur de Europa, esta es la versión más fácil de descartar.
Ninguna fuente respalda estas leyendas y el nombre de este pan probablemente apareciese por primera vez después de la Revolución de Octubre (1917), ya que no se mencionó este nombre antes de 1920. De hecho, la receta moderna no apareció impresa hasta 1933, primero en memorandos internos de una planta de panificación de Moscú. Sin embargo, en la literatura sobre panificación de finales del siglo XIX existen varias recetas similares, aunque normalmente se utilizaban semillas de alcaravea en lugar de cilantro.